# Waldemar Legień

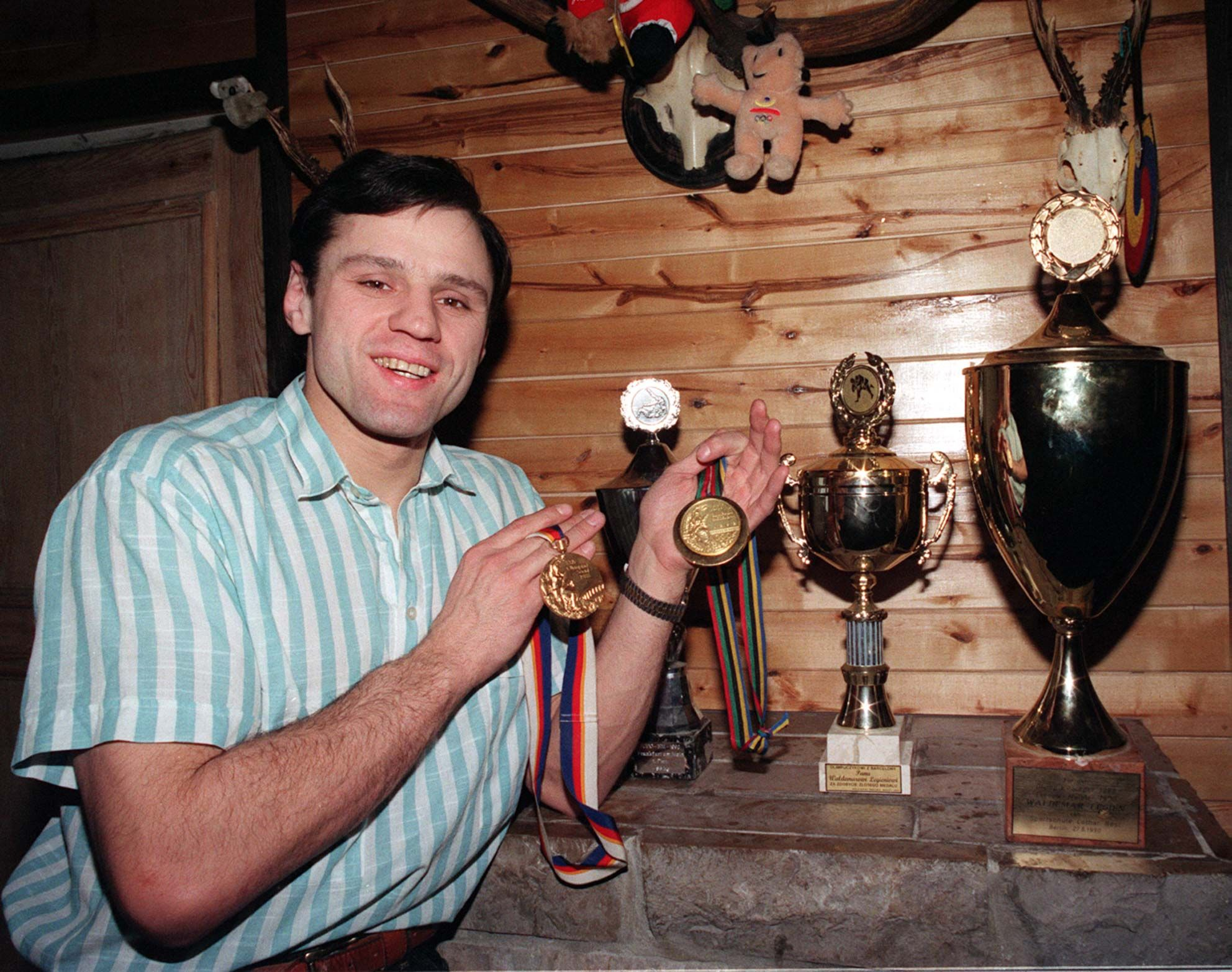
Waldemar Legień

Waldemar Legień, född den 28 augusti 1963 i Bytom, Polen, är en polsk judoutövare.
Han tog OS-guld i herrarnas halv mellanvikt i samband med de olympiska judotävlingarna 1988 i Seoul.
Han tog därefter OS-guld i herrarnas mellanvikt i samband med de olympiska judotävlingarna 1992 i Barcelona.